# 勒布雷希安
勒布雷希安（法語：Rebréchien，法語發音：[ʁəbʁeʃjɛ̃]）是法国卢瓦雷省的一个市镇，位于该省西部，奥尔良市区东北大约14公里，属于奥尔良区。

## 地理
勒布雷希安（47°59'16"N, 2°2'41"E）面积19.19 平方千米，位于法国中央-卢瓦尔河谷大区卢瓦雷省，该省份为法国中北部省份，北起埃松省，西北接厄尔-卢瓦省，西南接卢瓦-谢尔省，南至涅夫勒省和谢尔省，东临约讷省，东北接塞纳-马恩省。
与勒布雷希安接壤的市镇（或旧市镇、城区）包括：布日莱讷维尔、尚托、卢里、马里尼莱叙萨日、圣利耶拉福雷。

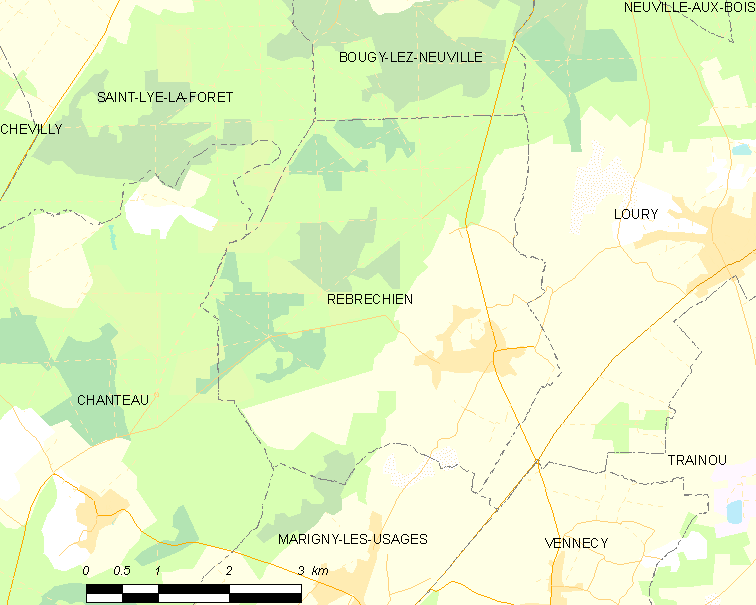
勒布雷希安的OSM定位图

勒布雷希安的时区为UTC+01:00、UTC+02:00（夏令时）。

## 行政
勒布雷希安的邮政编码为45470，INSEE市镇编码为45261。

## 政治
勒布雷希安所属的省级选区为弗勒里莱索布赖县。

## 人口

1962-2008年间勒布雷希安人口变化图示

勒布雷希安于2022年1月1日时的人口数量为1396人。

## 交通
卢瓦雷省省道D8线和D208线在勒布雷希安交汇。